# ألبيرتو ألميسي
ألبيرتو ألميسي (بالإيطالية: Alberto Almici) (11 يناير 1993 في إيطاليا - ) هو لاعب كرة قدم إيطالي في مركز الدفاع. شارك مع منتخب إيطاليا تحت 19 سنة لكرة القدم ومنتخب إيطاليا تحت 20 سنة لكرة القدم. أما مع النوادي، فقد لعب مع أتالانتا ونادي أسكولي ونادي أفيلينو ونادي بادوفا ونادي تشيزينا ولاتينا كالتشيو ونادي غوبيو ولانشانو كالتشيو 1920 ‏.

## روابط خارجية
- ألبيرتو ألميسي على موقع قاعدة بيانات كرة القدم.إي يو (الإنجليزية)
- ألبيرتو ألميسي على موقع Soccerway.com (الإنجليزية)
- ألبيرتو ألميسي على موقع عالم كرة القدم.نت (الإنجليزية)
- ألبيرتو ألميسي على موقع AS.com (الإسبانية)